# Червоний дощ у Кералі
Червоний дощ у Кералі — загадкове метеорологічне явище. З 25 липня по 23 вересня 2001 року час від часу в південному індійському штаті Керала випадав таємничий червоний дощ. Сильні зливи, під час яких дощ був пофарбований у червоний колір, забарвлював одяг у рожевий колір. Були повідомлення й про жовтий, зелений і чорний дощі. Кольоровий дощ було зареєстровано в штаті Керала ще в 1896 році, з того часу він повторювався кілька разів.
Спочатку існувала думка, що дощі були пофарбовані опадами від гіпотетичного вибуху метеора, але дослідження на замовлення уряду Індії привели до висновку, що дощі пофарбовані повітряними спорами з місцевих наземних водоростей .
Проте так було до початку 2006 року, коли кольорові дощі Керали отримали широку увагу, — популярні ЗМІ повідомили, що Годфрі Луїс і Сантош Кумар з Університету Махатми Ганді в Коттоямі запропонували спірну гіпотезу, що кольорові частинки є позаземними клітинами.